# Żydowskie Towarzystwo Sportowe „Makkabi” z Bielska
Żydowskie Towarzystwo Sportowe „Makkabi” z Bielska (w niektórych źródłach Żydowskie Towarzystwo Gimnastyczno-Sportowe „Makabi”, oficjalnie: Bielsko-Bialskie Żydowskie Stowarzyszenie Gimnastyczno-Sportowe „Makkabi”) – żydowska organizacja turystyczno-sportowa, działająca głównie w przedwojennym województwie śląskim.

## Historia

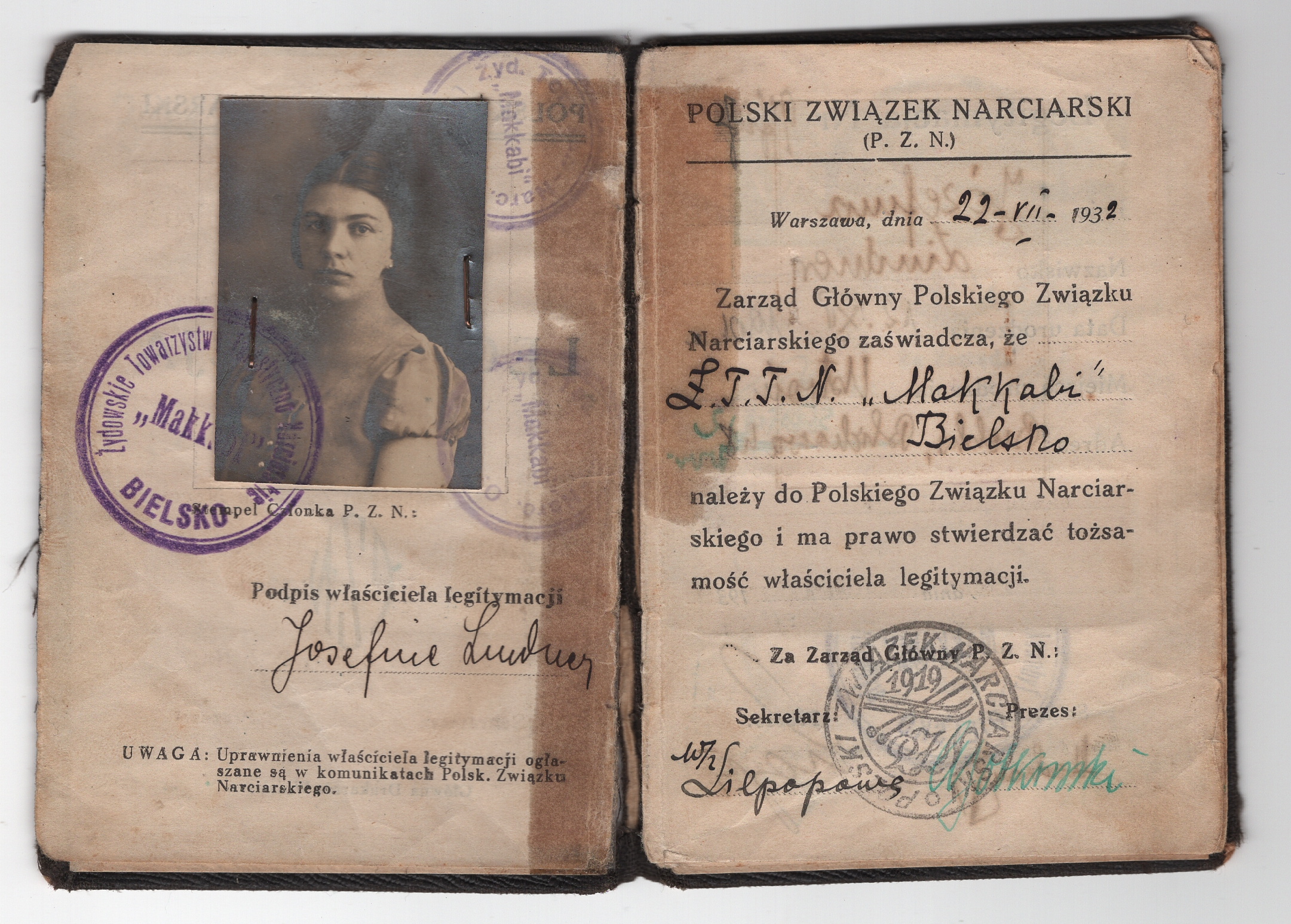
Legitymacja sekcji narciarskiej Towarzystwa Makkabi Bielsko

Jej poprzednikiem było Bielitz-Bialer Israelitischer Turnverein, założone w 1896 w Bielsku przez asymilatorów proniemieckich; było również odpowiedzią na powstałą wówczas ideę odrodzenia fizycznego Żydów. Po I wojnie światowej zaczęli w nim dominować syjoniści i w 1925 przekształcono je w Bielsko-Bialskie Żydowskie Stowarzyszenie Gimnastyczno-Sportowe „Makkabi”. Jego działalność koncentrowała się na wycieczkach turystycznych w Beskidy, Tatry i Pieniny, zajęciach gimnastycznych, organizacji zabaw towarzyskich i spotkań. Prezesami byli m.in. Leon Fink, dr Josef Tauber i Henryk Goldfinger. Od 1926 było podległe Zarządowi Okręgu Zachodnio-Południowej Polski Żydowskich Towarzystw Gimnastyczno-Sportowych „Makkabi” w Bielsku, które z kolei podlegało centrali w Łodzi. Zarząd ten skupiał syjonistyczne kluby z województwa kieleckiego, krakowskiego i śląskiego. W 1926 zorganizował międzynarodowe zawody gimnastyczne w Bielsku, a w 1934 z jego inicjatywy w Skoczowie powstał oddział „Makkabi” z sekcją tenisa stołowego. Istniały także sekcje piłki nożnej oraz pływacka, od 1937 silna sekcja bokserska. 
W 1934 bielskie towarzystwo wybudowało salę gimnastyczną, w Domu Ludowym m. Bialika, wzniesionym ze składek miejscowej gminy wyznaniowej.

## Żydowskie Towarzystwo Turystyczno-Narciarskie

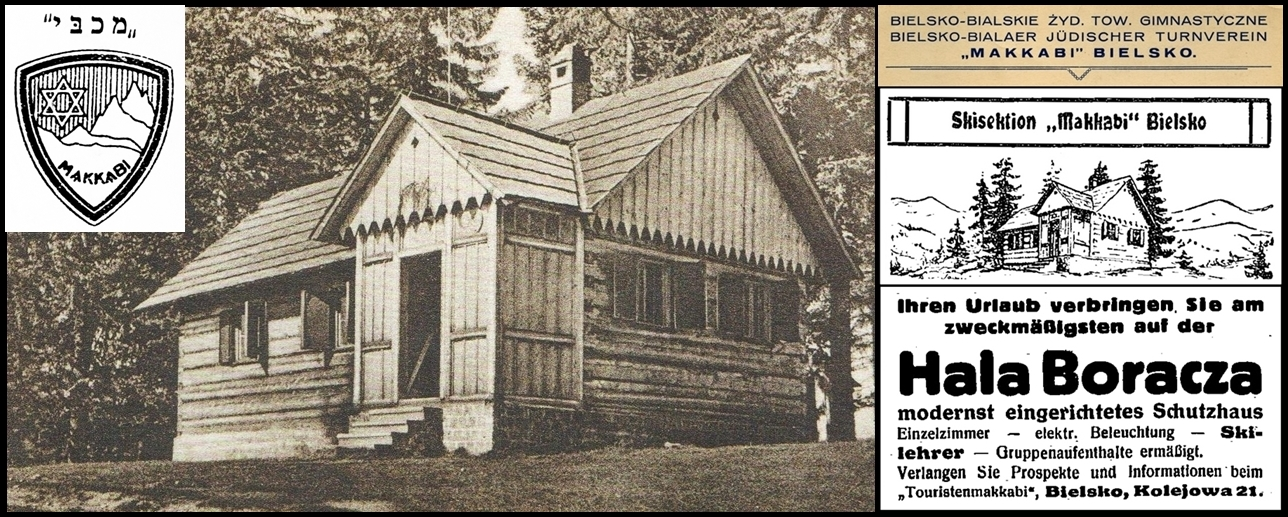
Pierwsze żydowskie schronisko górskie na świecie ukończone w 1929 roku

W 1928 (lub rok wcześniej) powstała sekcja narciarska, która wybudowała drewniane schronisko na Hali Boraczej - wówczas było to pierwsze schronisko żydowskie na świecie. Obiekt spłonął w 1931, ale w 1932 odbudowano go, tym razem z trwalszych materiałów, jako jeden z najnowocześniejszych w Polsce (według innych źródeł nowy budynek powstał, gdyż stary okazał się zbyt mały). W 1931 sekcja zorganizowała w pobliżu schroniska pierwsze Żydowskie Narciarskie Mistrzostwa Europy Środkowej.
Sukces zawodów sprawił, że jeszcze w tym samym roku sekcja narciarska przekształciła się w samodzielne Żydowskie Towarzystwo Turystyczno-Narciarskie „Makabi” z siedzibą w Bielsku. W 1931 otwarto filię (grupę terenową) w Milówce, w roku następnym w Rajczy, a w 1933 oddział w Katowicach, który utworzył drużynę hokejową. Inne filie działały w takich miejscowościach jak Kęty, Andrychów, Będzin, Krościenko i Sanok.
Na czele sekcji, a potem towarzystwa, stali m.in. Bernard Wiener i Oskar Deutsch. Organizowano wycieczki turystyczne, szkolenia, zawody i kursy narciarskie. W dolinach urządzono miejsca, gdzie turyści mogli przenocować - stacje znajdowały się w m.in. w Milówce, Rajczy, Zwardoniu, Węgierskiej Górce, Jeleśni i Krzyżowej. 
ŻTT-N należało do Polskiego Związku Narciarskiego, w związku z czym jego członkowie mieli prawo do legitymacji PZN, które umożliwiały turystyczne przekraczanie granicy z Czechosłowacją.
Od 1932 do 1937 wydawano cyklicznie Wiadomości Ż.T.T.N. „Makkabi”. 
Działalność Towarzystwa zakończyła się w momencie wybuchu wojny. 24 maja 1954 roku Towarzystwo Społeczno-Kulturalne Żydów w Polsce (oddział w Bielsku) wystąpiło do Prezydium Wojewódzkiej Rady Narodowej w Stalinogrodzie o formalną likwidację ŻTT-N, która to ostatecznie nastąpiła w 1964. 

## Po wojnie
Po zakończeniu działań wojennych ocaleni członkowie przedwojennych Towarzystw powołali Żydowski Klub Sportowy „Makabi”, mający kontynuować dawne tradycje - powstała m.in. sekcja piłkarska. 
Wniosek o rejestrację przesłano w 1948 do śląsko-dąbrowskiego Urzędu Wojewódzkiego. Został on jednak odrzucony w 1950, gdyż powstanie związku nie odpowiada względom pożytku społecznego i byłoby sprzeczne z wówczas obowiązującą ustawą. W związku z tym ostatnie sportowe towarzystwo żydowskie w Bielsku przestało istnieć.